# Cristián Bogado
Cristián Venancio Bogado Morínigo, ou Cristián Bogado (nascido em Villarrica, Paraguai em 7 de janeiro de 1987) é um futebolista paraguaio. Atua como Atacante.